# Parametriocnemus valescurensis
Parametriocnemus valescurensis is een muggensoort uit de familie van de dansmuggen (Chironomidae). De wetenschappelijke naam van de soort is voor het eerst geldig gepubliceerd in 1999 door Moubayed & Langton.